# Zdunowo (Szczecin)

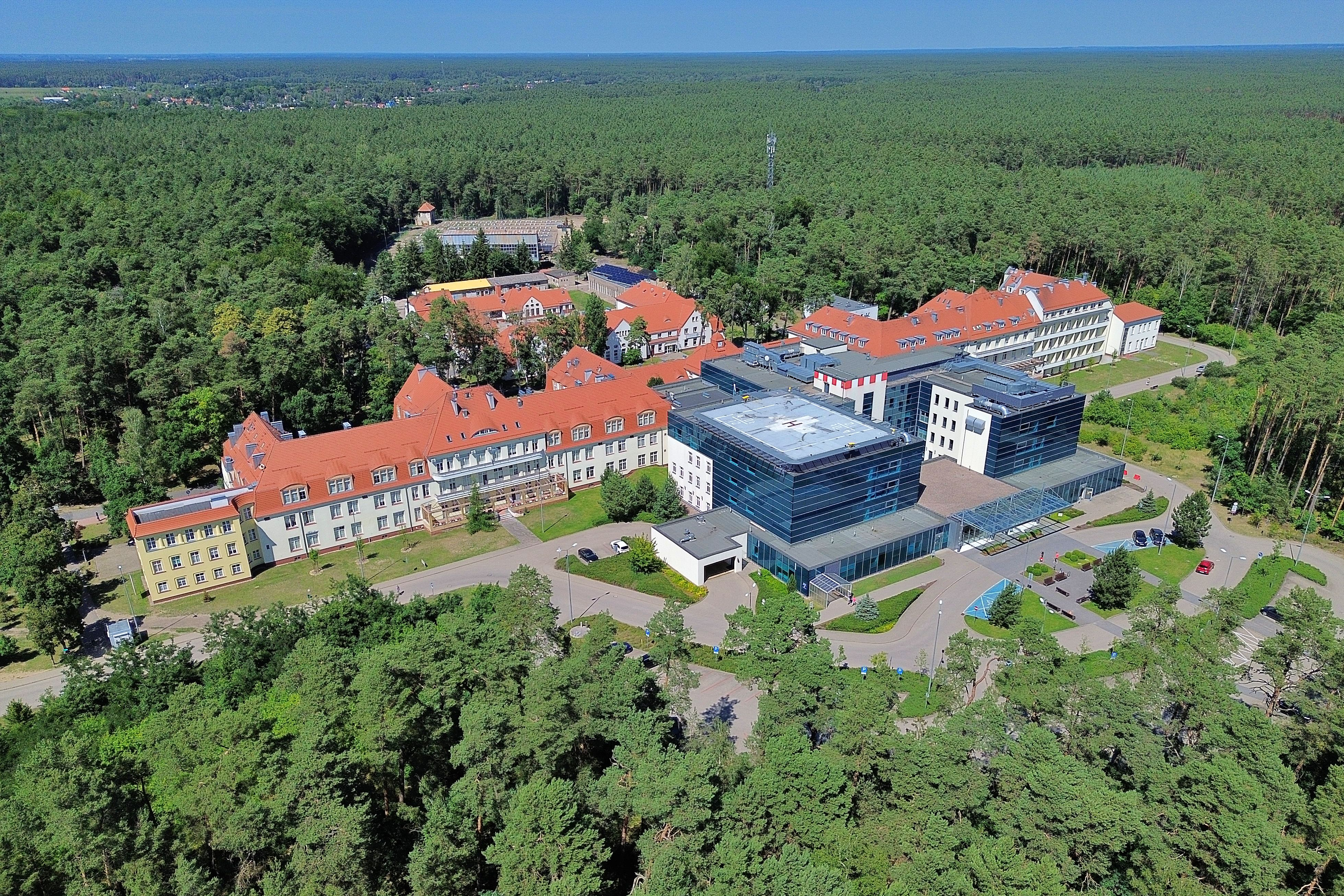
Szpital w Zdunowie

Zdunowo (niem. Hohenkrug bei Augustwalde) – część miasta Szczecina na osiedlu Wielgowo-Sławociesze-Zdunowo.
Zostało założone w 1173, co czyni je najstarszą wsią kolonizacji niemieckiej na Pomorzu Tylnym. Zapisane zostało jako Dorf der Deutschen („wieś Niemców”) Crogh (Krug) i nadane klasztorowi w Kołbaczu.
W granice miasta zostało włączone dopiero w 1954. W Zdunowie mieści się Samodzielny Publiczny Wojewódzki Szpital Zespolony. Na osiedlu znajdują się dwie ulice: Alfreda Sokołowskiego i Tomasza Żuka (dawniej Zdunowska). Komunikację zapewnia PKP, przystanek „Szczecin-Zdunowo” oraz linie autobusowe komunikacji miejskiej 73 i 93.
W 1990 roku Zdunowo liczyło 50 stałych mieszkańców.